# Campeonato Mundial de Ciclismo en Ruta de 2013
El LXXX Campeonato Mundial de Ciclismo en Ruta se realizó en Florencia (Italia) entre el 21 y el 29 de septiembre de 2013, bajo la organización de la Unión Ciclista Internacional (UCI) y la Federación Italiana de Ciclismo. 
El campeonato constó de carreras en las especialidades de contrarreloj y de ruta, en las divisiones élite masculino, élite femenino y masculino sub-23; las pruebas de contrarreloj élite se disputaron individualmente y por equipos. En total se otorgaron ocho títulos de campeón mundial.
Las carreras se disputaron en diferentes circuitos trazados por la región italiana de Toscana, con punto final en Florencia (enfrente del Nelson Mandela Forum). Los puntos de partida de las diferentes carreras se encontraban en las ciudades de Lucca, Montecatini Terme y Pistoia.
En el marco de este campeonato, también se disputó el Campeonato Mundial Junior para ciclistas menores de 19 años.

## Programa
| Día              | Evento                             | Trayecto                                 | Distancia (km) | Ganador                                 |
| ---------------- | ---------------------------------- | ---------------------------------------- | -------------- | --------------------------------------- |
| 22 de septiembre | Contrarreloj por equipos femenina  | Pistoia – Nelson Mandela Forum           | 42,79          | Specialized-Lululemon ( Estados Unidos) |
| 22 de septiembre | Contrarreloj por equipos masculina | Montecatini – Nelson Mandela Forum       | 57,20          | Omega Pharma-Quick Step ( Bélgica)      |
| 23 de septiembre | Contrarreloj sub-23 masculina      | Pistoia – Nelson Mandela Forum           | 43,49          | Damien Howson ( Australia)              |
| 24 de septiembre | Contrarreloj femenina              | Florencia Cascine – Nelson Mandela Forum | 22,05          | Ellen van Dijk ( Países Bajos)          |
| 25 de septiembre | Contrarreloj masculina             | Montecatini – Nelson Mandela Forum       | 57,90          | Tony Martin ( Alemania)                 |
| 27 de septiembre | Ruta sub-23 masculina              | Montecatini – Nelson Mandela Forum       | 173,19         | Matej Mohorič ( Eslovenia)              |
| 28 de septiembre | Ruta femenina                      | Montecatini – Nelson Mandela Forum       | 140,05         | Marianne Vos ( Países Bajos)            |
| 29 de septiembre | Ruta masculina                     | Lucca – Nelson Mandela Forum             | 272,26         | Rui Costa ( Portugal)                   |

## Resultados

### Masculino
- Contrarreloj individual

| Puesto | Ciclista          | País        | Tiempo     |
| ------ | ----------------- | ----------- | ---------- |
| Oro    | Tony Martin       | Alemania    | 1:05:36,65 |
| Plata  | Bradley Wiggins   | Reino Unido | 1:06:22,74 |
| Bronce | Fabian Cancellara | Suiza       | 1:06:22,99 |

- Contrarreloj por equipos

| Puesto | Ciclistas | Equipo (país)                        | Tiempo     |
| ------ | --- | ------------------------------------ | ---------- |
| Oro    | Sylvain Chavanel ( Francia) · Tony Martin ( Alemania) · Niki Terpstra ( Países Bajos) · Peter Velits ( Eslovaquia) · Kristof Vandewalle ( Bélgica) · Michał Kwiatkowski ( Polonia)              | Omega Pharma-Quick Step · ( Bélgica) | 1:04:16,81 |
| Plata  | Svein Tuft ( Canadá) · Luke Durbridge ( Australia) · Daryl Impey ( Sudáfrica) · Brett Lancaster ( Australia) · Michael Hepburn ( Australia) · Jens Mouris ( Países Bajos)                       | Orica-GreenEDGE ( Australia)         | 1:04:17,62 |
| Bronce | Richie Porte ( Australia) · Vasil Kiryienka ( Bielorrusia) · Chris Froome ( Reino Unido) · Edvald Boasson Hagen ( Noruega) · Geraint Thomas ( Reino Unido) · Kanstantsin Sivtsov ( Bielorrusia) | Sky ( Reino Unido)                   | 1:04:39,36 |

- Ruta

| Puesto | Ciclista           | País     | Tiempo  |
| ------ | ------------------ | -------- | ------- |
| Oro    | Rui Costa          | Portugal | 7:25:43 |
| Plata  | Joaquim Rodríguez  | España   | 7:25:43 |
| Bronce | Alejandro Valverde | España   | 7:26:00 |

### Femenino
- Contrarreloj individual

| Puesto | Ciclista        | País           | Tiempo   |
| ------ | --------------- | -------------- | -------- |
| Oro    | Ellen van Dijk  | Países Bajos   | 27:48,18 |
| Plata  | Linda Villumsen | Nueva Zelanda  | 28:12,28 |
| Bronce | Carmen Small    | Estados Unidos | 28:16,92 |

- Contrarreloj por equipos

| Puesto | Ciclistas | Equipo (país)                           | Tiempo   |
| ------ | --- | --------------------------------------- | -------- |
| Oro    | Trixi Worrack ( Alemania) · Lisa Brennauer ( Alemania) · Ellen van Dijk ( Países Bajos) · Evelyn Stevens ( Estados Unidos) · Carmen Small ( Estados Unidos) · Katie Colclough ( Reino Unido)                 | Specialized-Lululemon ( Estados Unidos) | 51:10,69 |
| Plata  | Marianne Vos ( Países Bajos) · Annemiek van Vleuten ( Países Bajos) · Pauline Ferrand Prevot ( Francia) · Lucinda Brand ( Países Bajos) · Thalita de Jong ( Países Bajos) · Roxane Knetemann ( Países Bajos) | Rabobank-Liv Giant · ( Países Bajos)    | 52:21,78 |
| Bronce | Loes Gunnewijk ( Países Bajos) · Melissa Hoskins ( Australia) · Emma Johansson ( Suecia) · Shara Gillow ( Australia) · Amanda Spratt ( Australia) · Annette Edmondson ( Australia)                           | Orica-AIS ( Australia)                  | 52:44,52 |

- Ruta

| Puesto | Ciclista       | País         | Tiempo  |
| ------ | -------------- | ------------ | ------- |
| Oro    | Marianne Vos   | Países Bajos | 3:44:00 |
| Plata  | Emma Johansson | Suecia       | 3:44:15 |
| Bronce | Rossella Ratto | Italia       | 3:44:15 |

### Sub-23
- Contrarreloj individual

| Puesto | Ciclista            | País      | Tiempo   |
| ------ | ------------------- | --------- | -------- |
| Oro    | Damien Howson       | Australia | 49:49,47 |
| Plata  | Yoann Paillot       | Francia   | 50:47,08 |
| Bronce | Lasse Norman Hansen | Dinamarca | 51:00,10 |

- Ruta

| Puesto | Ciclista       | País      | Tiempo  |
| ------ | -------------- | --------- | ------- |
| Oro    | Matej Mohorič  | Eslovenia | 4:20:18 |
| Plata  | Louis Meintjes | Sudáfrica | 4:20:21 |
| Bronce | Sondre Enger   | Noruega   | 4:20:31 |

## Medallero
| Núm. | País           | Oro | Plata | Bronce | Total |
| ---- | -------------- | --- | ----- | ------ | ----- |
| 1    | Países Bajos   | 2   | 1     | 0      | 3     |
| 2    | Australia      | 1   | 1     | 1      | 3     |
| 3    | Estados Unidos | 1   | 0     | 1      | 2     |
| 4    | Alemania       | 1   | 0     | 0      | 1     |
| 4    | Bélgica        | 1   | 0     | 0      | 1     |
| 4    | Eslovenia      | 1   | 0     | 0      | 1     |
| 4    | Portugal       | 1   | 0     | 0      | 1     |
| 8    | España         | 0   | 1     | 1      | 2     |
| 8    | Reino Unido    | 0   | 1     | 1      | 2     |
| 10   | Francia        | 0   | 1     | 0      | 1     |
| 10   | Nueva Zelanda  | 0   | 1     | 0      | 1     |
| 10   | Sudáfrica      | 0   | 1     | 0      | 1     |
| 10   | Suecia         | 0   | 1     | 0      | 1     |
| 14   | Dinamarca      | 0   | 0     | 1      | 1     |
| 14   | Italia         | 0   | 0     | 1      | 1     |
| 14   | Noruega        | 0   | 0     | 1      | 1     |
| 14   | Suiza          | 0   | 0     | 1      | 1     |
|      | TOTAL          | 8   | 8     | 8      | 24    |